# Safe Trip Home

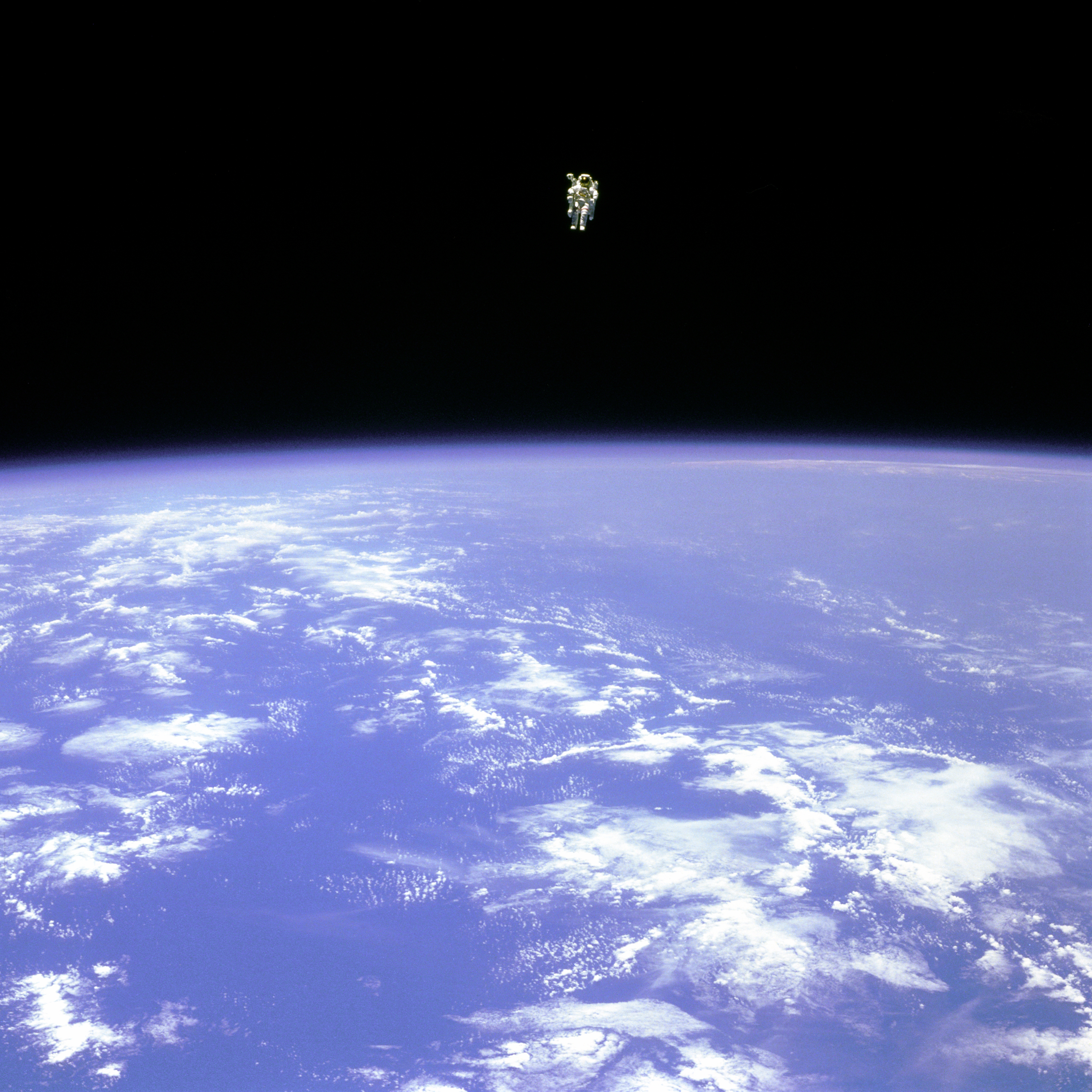
Imagen usada como portada del disco en la que el astronauta Bruce McCandless II se aproxima a su máxima distancia del Challenger.

Safe Trip Home (en español: Regreso seguro a casa) es el título del tercer álbum de estudio de la cantante británica Dido, el cual fue publicado el 17 de noviembre de 2008 a nivel mundial y el 18 de noviembre de los Estados Unidos. El álbum cuenta con las colaboraciores y la producción de Jon Brion, César Isidro Jiménez Rosas su hermano Rollo Armstrong, Brian Eno, Mick Fleetwood, Citizen Cope y Questlove.
Un adelanto de este material fue la canción Look No Further que estuvo disponible como descarga gratuita hasta el 7 de septiembre. El sencillo más destacado del álbum es la canción Don't Believe in Love. El álbum fue nominado a los Premios Grammy en el año 2010 en la categoría "Álbum con mejor ingeniería de sonido".
La Edición Especial se publicó el mismo día que la edición normal y contiene dos canciones extras (For One Day y Summer), un remix (Nothern Skies) y un video de Dido en el estudio.
La imagen usada como portada del álbum es una fotografía del astronauta Bruce McCandless II durante una caminata espacial, como parte de la misión espacial STS-41-B.
El 27 de octubre se anunció que 11 cortometrajes estaban siendo producidos para acompañar a cada una de las 11 canciones del álbum, todos basados en el tema de casa. Hasta ahora, 8 han sido producidos y están disponibles en la página oficial del álbum. Estos son:
- "Northern Skies" - Journey's End
- "The Day Before The Day" - Fisherman
- "Look No Further" - Journey To Coast
- "It Comes And It Goes" - Black Eyelashes
- "Let's Do The Things We Normally Do" - Mother Lay-By
- "Don't Believe In Love" - Teenage Bedrooms
- "Us 2 Little Gods" - Lady Landfill
- "'Burnin' Love "- Michaela

## Lista de canciones
1. «Don't Believe in Love» (Dido Armstrong, Rollo Armstrong, Jon Brion) – 3:53
2. «Quiet Times» (Dido Armstrong) – 3:17
3. «Never Want To Say It's Love» (Dido Armstrong, Rollo Armstrong, Jon Brion) – 3:35
4. «Grafton Street» (Dido Armstrong, Rollo Armstrong, Brian Eno) – 5:57
5. «It Comes and It Goes» (Dido Armstrong, Rollo Armstrong, Jon Brion) – 3:28
6. «Look No Further» (Dido Armstrong, Rollo Armstrong, Jon Brion) – 3:14
7. «Us 2 Little Gods» (Dido Armstrong, Rollo Armstrong, Rick Nowels, Daisy Gough) – 4:49
8. «The Day Before The Day» (Dido Armstrong, César I. Jiménez Rosas)– 4:13
9. «Let's Do The Things We Normally Do» (Dido Armstrong, Jon Brion) – 4:10
10. «Burnin' Love» (con Citizen Cope) (Dido Armstrong, Citizen Cope) – 4:12
11. «Northern Skies» (Dido Armstrong, Rollo Armstrong) – 8:57

### Pistas adicionales
1. «For One Day» (Dido Armstrong) – 5:43 (Bonus iTunes/CD Edición Especial)
2. «Summer» (Dido Armstrong) – 3:55 (Bonus iTunes/CD Edición Especial)
3. «Northern Skies» (Rollo Version) (Dido Armstrong, Rollo Armstrong) – 5:53 (Bonus iTunes/CD Edición Especial)

## Posicionamiento
| Lista (2008)                    | Mejor posición |
| ------------------------------- | -------------- |
| Australia                       | 6              |
| Austria Album Chart             | 11             |
| Bélgica Albums Chart (Wallonia) | 7              |
| Canadá                          | 9              |
| European Top 100 Albums Chart   | 1              |
| Finlandia Albums Chart          | 24             |
| Francia Album Charts            | 3              |
| Alemania Album Charts           | 3              |
| Hungría Album Charts            | 15             |
| Irlanda Album Charts            | 11             |
| Italia Album Charts             | 11             |
| Nueva Zelanda Album Charts      | 6              |
| Noruega Albums Chart            | 18             |
| Polonia Album Chart             | 14             |
| España Albums Chart             | 27             |
| Suecia Albums Chart             | 20             |
| Suiza Albums Chart              | 1              |
| UK Albums Chart                 | 2              |
| US Billboard 200                | 13             |

## Certificaciones
| País          | Certificación |
| ------------- | ------------- |
| Australia     | Oro           |
| Bélgica       | Oro           |
| Francia       | Oro           |
| Alemania      | Oro           |
| Hungría       | Oro           |
| Irlanda       | Oro           |
| Italia        | Oro           |
| Nueva Zelanda | Oro           |
| Polonia       | Oro           |
| Suiza         | Platino       |